# Burgstall im Viehtrieb (Straßberg)
Der Burgstall im Viehtrieb liegt nördlich des Bobinger Stadtteiles Straßberg auf einem Ausläufer der Wertachleite im Landkreis Augsburg in Schwaben. Die früh- oder hochmittelalterliche Wehranlage wurde fortifikatorisch geschickt in ein aufgelassenes Hohlwegbündel eingebaut.

## Geschichte

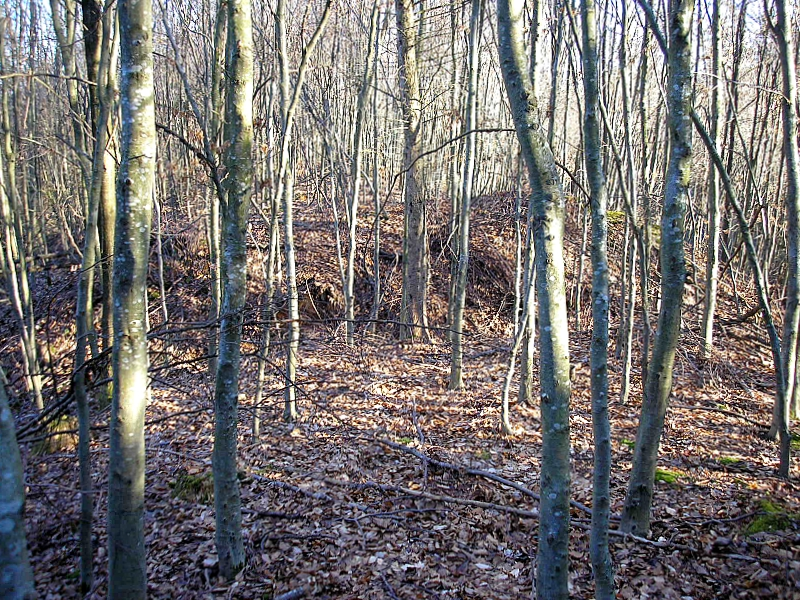
Der Frontwall der Hauptburg über das kleine westliche Vorwerk

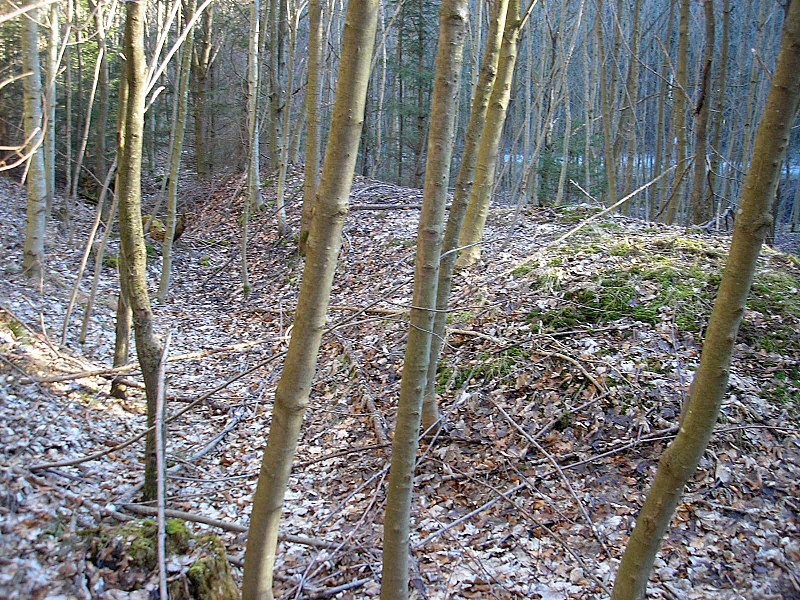
Wallabschnitt im Süden des Kernwerkes

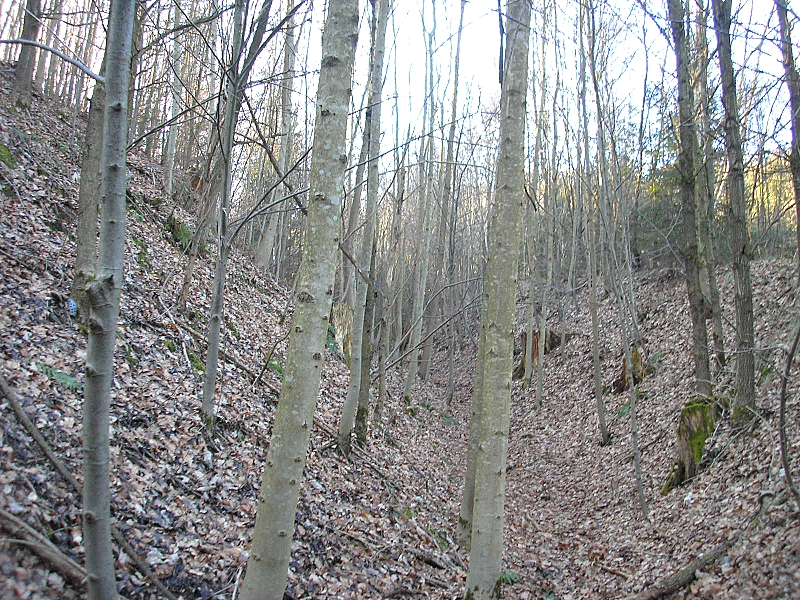
Der etwa fünf Meter tiefe Wallgraben der Nordseite

Das breit gefächerte Hohlwegbündel dürfte auf einen ehemaligen Werkplatz zurückgehen. Möglicherweise wurde hier im Früh- oder Hochmittelalter Brauneisenerz abgebaut. Die Hohlwege wären somit als Transportrinnen oder Schurfe zu deuten.
Die eindrucksvolle Befestigungsanlage am Ostende des Geländes entstand wohl erst nach der Auflassung des Werkplatzes durch das Nacharbeiten der vorhandenen Gräben und Wallzüge.
Im nördlichen Grabenbereich konnte eine Gefäßscherbe mit Randprofil des 14. Jahrhunderts geborgen werden.
Typologisch ist der Burgstall nicht eindeutig einzuordnen. Der schmale, längliche Hügel des Kernwerkes könnte auf eine hochmittelalterliche Burg hindeuten. Das umfangreiche, gestaffelte Wallsystem erinnert wiederum an frühmittelalterliche Befestigungsanlagen.
Unmittelbar südlich des Burgstalles liegt eine wohl frühmittelalterliche Abschnittsbefestigung auf dem benachbarten Hügelsporn (Abschnittsbefestigung Straßberg). Dieses Bodendenkmal dürfte in seiner letzten Ausbaustufe in der Zeit der Ungarneinfälle entstanden sein.

## Beschreibung
Der Burgplatz wurde aus dem Ostteil des Hohlwegbündels herausgearbeitet. Das Kernwerk liegt auf einem ein etwa 10 Meter hohen, ca. 50 Meter langen und nur ungefähr 10 bis 15 Meter breiten Hügelsporn. Im Westen schützen ein kurzer – noch bis zu zwei Meter tiefer – Halsgraben und ein dahinter aufgeschütteter Wallzug (Höhe etwa 1 Meter) die Hauptburg. Dem Halsgraben ist noch ein kleines, dreieckiges Vorwerk vorgelegt, das ein weiterer, ungefähr 1,5 Meter tiefer Quergraben vom Hinterland trennt.
Durch das Nacharbeiten der aufgelassenen Hohlwege oder Schurfrinnen entstanden im Norden und Süden des Kernwerkes bis zu sechs Meter tiefe Wallgräben. Besonders wehrhaft erscheint die Südseite. Hier musste ein potentieller Angreifer ein vierfach gestaffeltes Rinnen- und Grabensystem überwinden. Dem inneren Graben ist hier ein etwa 10 Meter hoher Außenwall vorgelagert.
Der östliche Hügelfuß wird durch zwei übereinander liegende Abschnittswälle gesichert. Das Plateau der Hauptburg (ca. 540 m ü. NN) liegt etwa 20 Höhenmeter über dem Talrand.
Das Bayerische Landesamt für Denkmalpflege verzeichnet das Bodendenkmal als vermutlich mittelalterliche Befestigung unter der Denkmalnummer D 7-7730-0109.